# Science-Fiction-Jahr 1872
Übersicht

◄◄ | ◄ | 1868 | 1869 | 1870 | 1871 | Science-Fiction-Jahr 1872 | 1873 | 1874 | 1875 | 1876 | ► | ►►

Weitere Ereignisse

## Neuerscheinungen Literatur
| Deutscher Titel                                            | Deutschsprachiges Erscheinungsjahr | Originaltitel                                                         | Autor         | Anmerkungen      |
| ---------------------------------------------------------- | ---------------------------------- | --------------------------------------------------------------------- | ------------- | ---------------- |
| Abenteuer von drei Russen und drei Engländern in Südafrika | 1875                               | Aventures de trois Russes et de trois Anglais dans l’Afrique australe | Jules Verne   |                  |
| Der Roman des künftigen Jahrhunderts                       | 1879                               | A jövő század regénye                                                 | Mór Jókai     |                  |
| Ergindwon oder Jenseits der Berge                          | 1879                               | Erewhon, or Over the Range                                            | Samuel Butler | utopische Satire |

## Geboren
- Ludwig Anton († 1941)
- Hans Dominik († 1945)
- Herbert von Hindenburg († 1956)
- Karl August von Laffert († 1938)